# Johann Philipp Walther
Johann Philipp Walther (geboren 1798 in Mühlhausen (Oberpfalz); gestorben 31. Januar 1868 in Nürnberg) war ein deutscher Zeichner, Radierer und Maler. Zu seinen Spezialgebieten zählten insbesondere Zeichnungen und Aquarelle älterer weltlicher und kirchlicher Bauwerke sowie Ansichten der alten Stadt Nürnberg.

## Leben

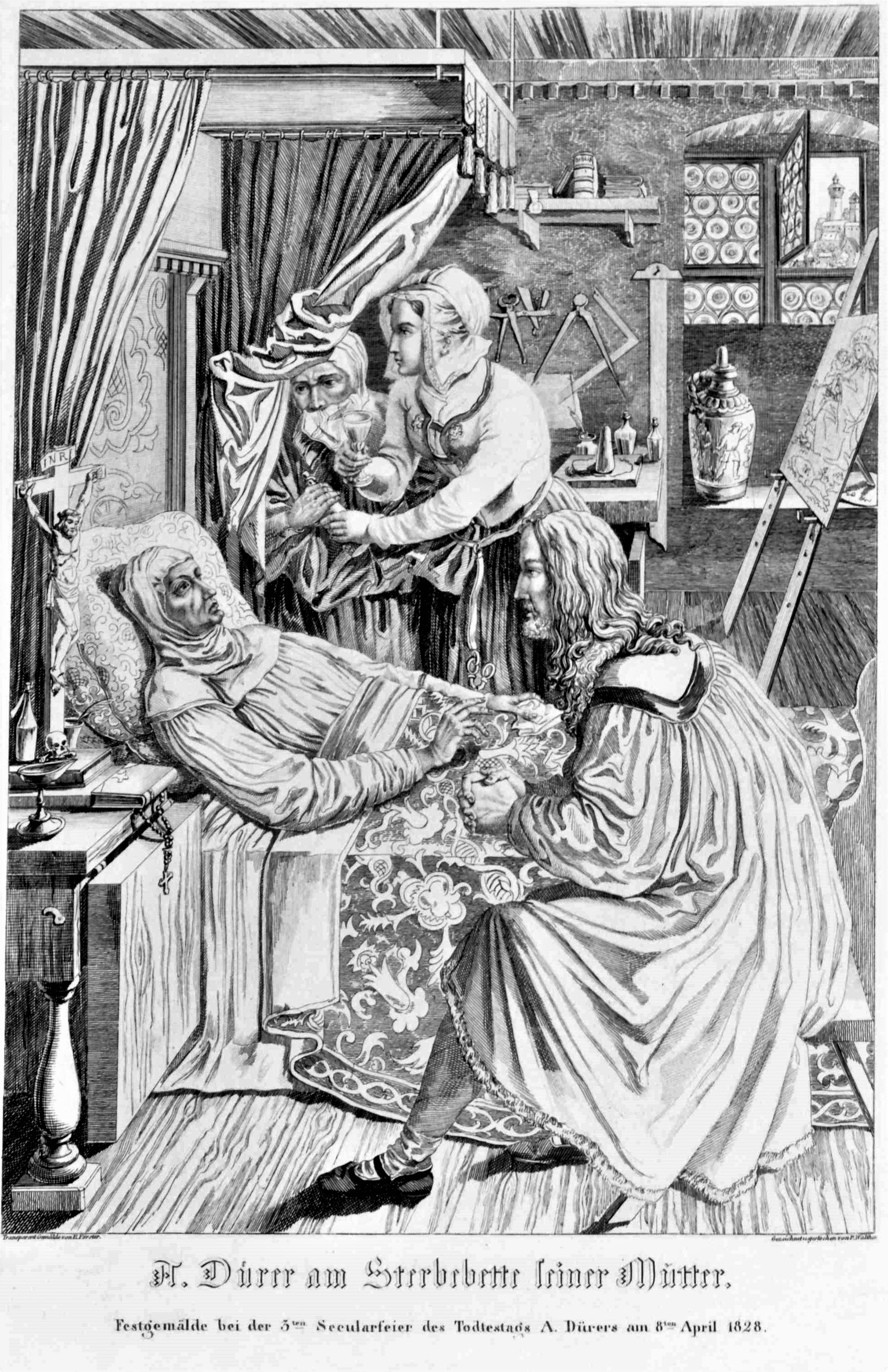
Albrecht Dürer betet am Sterbebett seiner Mutter; im Hintergrund Agnes Dürer und eine Magd;
1892 von Walther geschaffen nach der Vorlage von Ernst Förster

Walther war ein Schüler von Albert Reindel, bei dem er in Nürnberg in der Kunst der Radierung und des Stiches unterrichtet wurde.
Seine selbständige künstlerische Tätigkeit begann Walther im Jahr 1821, als er anfangs eigene Blätter für verschiedene Almanache schuf, darunter vor allem das Frauentaschenbuch.
1837 erhielt er eine Anstellung als Zeichenlehrer an der Nürnberger Handelsschule.